# 清家ちえ
清家 ちえ（せいけ ちえ、現姓：有田、1974年5月4日 - ）は、日本の女子バレーボール選手、ビーチバレー選手である。愛媛県越智郡菊間町（現今治市）出身。

## 来歴
京都成安高校（現：京都産業大学附属高校）から1993年ユニチカに入社。インドアで活躍していたが、アトランタ五輪直前に左膝を負傷。五輪にはマネージャーとして帯同したが、その後インドアを引退した。
1997年ダイキに入社しビーチバレーへ転向。インドアでは叶わなかった五輪出場を2000年シドニー五輪で成し遂げた。（ペアは石坂有紀子）
2007年7月に第一子を出産し、現在活動休止中。
2005年にはビーチバレー2年目だった浅尾美和とペアを組んでいた。

## 球歴
- 所属チーム履歴

京都成安高等学校→ユニチカ（1993-1997年）→ダイキヒメッツ（1997-2000年）→フリー（2000年-）
- 戦績
- ビーチバレー
  - 2000年 - シドニーオリンピック
  - 2000年 - JAPAN TOUR　福岡大会 優勝